# Abdurahman Sirrija
Šejh Abdurahman Sirrija (Fojnica 1775. − Oglavak 1847.), bosanskohercegovački je teolog bošnjačkog podrijetla, kaligraf, pjesnik i osnivač Tekije na Oglavku, šejh svih 12 priznatih tarikata (kadirijskog, nakšibendijskog, bektašijskog, mevlevijskog, jesevijskog, rifaijskog, čištijskog, bedevijskog, kubravijskog, šazilijskog, desukijskog i halvetijskog). 

## Životopis
Godine 1700. godine u Fojnicu na mjesto kadije dolazi Fadlulah, visoko obrazovani muftija iz Amasije i rodonačelnik obitelji Sikirić, koji tada nosi prezime Balta-oğlu. U nekim izvorima pored njegovog imena nalazimo odrednicu Mevlevi, što govori da je bio šejh i da je pripadao mevlevijskom tarikatu, a u nekim izvorima naziva se Fadil Bosnevi. U prijevodu s turskog na hrvatski jezik riječ "balta" znači sjekira, pa je to ujedno bila odrednica prezimena Sikirić. Balta-zadeov otac bio je Abdulah Razi, a njegov Mustafa porijeklom iz Damaska. Balta-oğlu je bio djed Abdurahmana Sirrije. Prema predaji, Abdurahamn Sirrija je ime dobio tako što se u snu oca Mehmeda, fojničkog kadije, i majke pojavio njima nepoznati šejh (Husein ef. Zukić) koji ih je obavijestio da će dobiti sina i rekao da mu daju ime Abdurahman. Abdurahman Sirrija je rođen 1775. u Fojnici, gdje je završio medresu.  Učenik šejha Huseina ef. Zukića postao je 1790. i dobio je nadimak Sirri (sposoban da upoznaje tajne života i svijeta). 
Oženio se udovicom Lejlom, kćerkom imama iz Ostružnice Mula Ahmeda, koja je imala posjede na Oglavku, te mu je šejh Husein ef. Zukić naredio da tu izgradi nakšibendijsku tekiju i turbe (na lokalitetu Pločnik) u čast šejha Huseina Horosanija koji je poginuo u vojsci Mehmeda II. pri pohodu na Kozograd. Tekija je izgrađena 1798, a posjećivale su je značajne vjerske i političke ličnosti iz tog perioda, poput bosanskih namjesnika Mehmeda Vedžihi-paše, Moralija Namik-paše i Mehmeda Kamil-paše.
Kao šejh Oglavačke tekije, stekao je veliku popularnost u čitavoj Bosni, ali i Hercegovini, gdje su sufijske ideje teško prodirale. Za kratko vrijeme Oglavak je postao mjesto gdje se slivao veliki broj najuglednijih i najutjecajnijih ljudi iz političkog života onovremene Bosne i Hercegovine. Od Oglavka je napravio duhovno središte na Balkanu, a od tekije derviški centar tog vremena. Iskazati poštovanje Sirriji dolazili su hercegovački upravitelj Ali-paša Rizvanbegović, a zatim i vođa pokreta za bosansku autonomiju Husein-kapetan Gradaščević. Pored njih dvojice, Sirrijini učenici su bili i sarajevski muftija Muhamed Šakir Muidović, mostarski muftija Mustafa Sarajlić, a prema nekim predajama i Ilhamija Žepčak. Među svim posjetama, posebno se izdvaja dolazak Omer-paše Latasa na Oglavak. Ovaj upravitelj, koji je u Bosnu došao 1850. godine s misijom da pokori odmetnute bosanske feudalce, bio je svjestan uloge i utjecaja koji je Sirrija imao u društvu. Njegova posjeta oglavačkoj tekiji postaje značajnijom posebno zbog činjenice da je šejh Sirrija u vrijeme autonomnog pokreta 1831/32. godine bio na strani Husein-kapetana Gradaščevića. Značajnu pomoć radu i održavanju tekije dao je travnički vezir Selim Sirri-paša, čijom je bujuruldijom 1824. godine omogućeno da se iz taksita fojničke nahije izdvajaju određena sredstva (100 groša na godinu) koja su usmjerena za potrebe tekije i musafirhane. Sultan Mahmud II. oslobodio je 1835. fermanom Sirriju i tekiju svih poreza.
Abdurahmanu Sirriji je sinove Abdulatifa i Šakira i kćerke Vasviju, Šaćiru i Aišu rodila druga žena Latifa, kćerka imama iz Pločara. Napisao je 24 pjesme (21 na turskom i tri na bošnjačkom), a bavio se i kaligrafijom. Sirrijine pjesme su i danas među dervišima najomiljenije ilahije, koje oni pri svojim sastancima uče.
Umro je u Oglavku 23. ožujka 1847. godine. Turbe mu je podigao Ali-paša Rizvanbegović, a stihovani tarih na turbetu napisao je sin Šakir. Teško je oštećeno tokom Drugog svjetskog rata, a porušili su ga, zajedno s tekijom i Horosanijevim turbetom, pripadnici HVO-a 1993. godine. Pokušali su i oskrnaviti kosti, ali ih nisu uspjeli naći. Tekija i dva turbeta obnovljena su 1998, a 2018. proglašena su nacionalnim spomenicima Bosne i Hercegovine.

## Vanjske povezice
- Abdurahman Sirrija  Arhivirana inačica izvorne stranice od 11. veljače 2020. (Wayback Machine)